# Hospital Fundació Ferrer i Salles
L'Hospital Fundació Ferrer i Salles fou un hospital per a pobres edificat a Sant Sadurní d'Anoia (Alt Penedès) com a llegat de Josep Ferrer i Sallés. Actualment és una residència d'avis gestionada per la mútua L'Aliança. L'edifici modernista està protegit com a bé cultural d'interès local.

## Descripció
És un edifici públic aïllat, envoltat de jardí que fa cantonada amb el carrer de Pelegrí Torelló i amb el de Ferrer i Sallés. Presenta planta en forma de T. S'hi accedeix per una torre central davantera de planta baixa i dos pisos, les ales laterals tenen planta baixa, pis i golfes. Hi ha cobertes de teula àrab al cos anterior i terrat al posterior. Les finestres i les portes mostren llindes esglaonades. A les cobertes s'obren finestres-mansarda.

## Història
L'Hospital és aixecat per la Fundació Ferrer Sallés creada amb aquesta finalitat a partir de la donació de Josep Ferrer i Sallés. En les seves disposicions testamentàries del 1889, Ferrer fa hereu dels seus béns a la vila de Sant Sadurní amb l'objectiu de reconstruir l'Església de Sant Sadurní d'Anoia i construir i mantenir un hospital per a malalts pobres. Malgrat la donació d'un terreny i la deixa testamentària, les obres de l'Hospital no s'iniciaran fins a 1928 per dificultats en la urbanització de la plaça Manel Raventós. El promotor del projecte fou mossèn Ullastre, que aconseguí el suport de diversos propietaris de la vila.
El projecte original de l'Hospital fou encarregat a l'arquitecte Ignasi Brugueras Llobet. En aquest projecte també hi intervingué, tres anys després, Josep Ros i Ros per dissenyar l'accés, les escales i la tanca. El 1956 s'amplià l'edifici annexant un nou cos.
El 1988 s'extingí la Fundació i l'Ajuntament cedí la gestió a la mútua L'Aliança. L'Hospital es va reconvertir en una residència assistida i centre de dia, responent a les demandes d'atenció de la gent gran. El 2002 es va construir la rampa que l'uneix amb la Casa dels Avis.